# Communauté de communes du Pays Sostranien
Die Communauté de communes du Pays Sostranien ist ein französischer Gemeindeverband mit der Rechtsform einer Communauté de communes im Département Creuse in der Region Nouvelle-Aquitaine. Sie wurde am 28. Dezember 1995 gegründet und umfasst zehn Gemeinden (Stand: 1. Januar 2020). Der Verwaltungssitz befindet sich in der Gemeinde La Souterraine.

## Historische Entwicklung
Mit Wirkung vom 1. Januar 2017 fusionierte der Gemeindeverband mit 
- Communauté de communes du Pays Dunois sowie
- Communauté de communes de Bénévent-Grand-Bourg

und bildete so die Communauté de communes Monts et Vallées Ouest Creuse.
Das Verwaltungsgericht in Limoges annullierte die Fusion zum 31. Dezember 2019.

## Mitgliedsgemeinden
| Gemeinde                                  | Einwohner 1. Januar 2022 | Fläche km² | Dichte Einw./km² | Code INSEE | Postleitzahl |
| ----------------------------------------- | ------------------------ | ---------- | ---------------- | ---------- | ------------ |
| Azerables                                 | 803                      | 39,44      | 20               | 23015      | 23160        |
| Bazelat                                   | 229                      | 13,43      | 17               | 23018      | 23160        |
| La Souterraine                            | 4.928                    | 37,07      | 133              | 23176      | 23300        |
| Noth                                      | 495                      | 22,89      | 22               | 23143      | 23300        |
| Saint-Agnant-de-Versillat                 | 1.059                    | 50,46      | 21               | 23177      | 23300        |
| Saint-Germain-Beaupré                     | 355                      | 17,06      | 21               | 23199      | 23160        |
| Saint-Léger-Bridereix                     | 165                      | 8,10       | 20               | 23207      | 23300        |
| Saint-Maurice-la-Souterraine              | 1.126                    | 39,72      | 28               | 23219      | 23300        |
| Saint-Priest-la-Feuille                   | 721                      | 27,44      | 26               | 23235      | 23300        |
| Vareilles                                 | 322                      | 17,68      | 18               | 23258      | 23300        |
| Communauté de communes du Pays Sostranien | 10.203                   | 273,29     | 37               | –          | –            |